# Kanaalstreek
De Kanaalstreek is een streek in Groningen die bestaat uit de dorpen Ter Apelkanaal, Musselkanaal en Stadskanaal. Al deze plaatsen liggen aan het Stadskanaal dat vanaf 1765 door de stad Groningen is gegraven. 
Aan het kanaal staat aan beide zijden een lange rij huizen, de zogenaamde lintbebouwing die kenmerkend is voor deze streek. Achter de tuinen van de huizen aan de zuidwestzijde ligt Drenthe. De grens met Drenthe heet hier de Semslinie, vernoemd naar de landmeter die deze heeft bepaald.